# واتسلاف کلاوس
واتسلاف کلاوس (به چکی: Václav Klaus) (زادهٔ ۱۹ ژوئن ۱۹۴۱ در پراگ) سیاست‌مدار چک و دومین رئیس‌جمهور جمهوری چک (از ۲۰۰۳ تا ۲۰۱۳) و نخست‌وزیر سابق این کشور (۱۹۹۲–۱۹۹۷) است. کلاوس در دوران نخست‌وزیری پایه‌گذار آزادسازی وسیع اقتصادی و انتقال اقتصاد چک به بازار آزاد بود.
کلاوس اقتصاددان اتریشی و یکی از بنیان‌گذاران حزب دموکرات مدنی که بزرگترین حزب راستگرای چک است، می‌باشد. او مخالف پیوستن به اتحادیه اروپا بود، اما با اکراه پیمان لیسبون را به عنوان رئیس‌جمهور چک امضا نمود. از او با عنوان مارگارت تاچر اروپای میانه نیز یاد می‌شود.
کلاوس از اعضای انجمن مون پلرن است. او تنها اقتصاددان مکتب اتریش است که تاکنون رهبری یک کشور جهان را بر عهده داشته‌است.